# Flugplatz Tabiteuea Süd

i7
i11
i13
Der Flugplatz Tabiteuea Süd (englisch Tabiteuea South Airport, IATA-Code: TSU, ICAO-Code: NGTS) liegt im Norden der Insel Buariki im Tabiteuea-Atoll im Archipel der Gilbertinseln, die zum Staat Kiribati gehören.
Er wird von Air Kiribati zweimal wöchentlich über die Route Flughafen Bonriki – Flugplatz Tabiteuea Nord – Flugplatz Tabiteuea Süd angeflogen.

## Fluggesellschaften
- Air Kiribati